# عادل العوا
عادل العوا فيلسوف أخلاقي عربي من أهم الفلاسفة العرب في القرن العشرين، وصاحب فضائل كثيرة على الفلسفة العربية المعاصرة بفكره ونتاجه الفلسفي.

## سيرة ذاتية
وُلِدَ بدمشق عامَ 1921م، وَدَرَسَ في الْمَدَارِسِ الحكومِيَّةِ وحَصَلَ على شهادة البكالوريا السُّوريَّة (فلسفة) عام 1938م. سافر في خريف 1938م إلى فرنسا، ودرس في كلِّيَّةِ الآدابِ بجامعة باريس (السوربون) وحَصَلَ على الإجازةِ، ثُمَّ الدُّكتوراه من جامعة باريس (آداب / فلسفة) حزيران 1945م. عاد إلى سوريا في شهر آب 1945م، وبدأ حياته العمليَّة بالتَّدريسِ في المدارسِ الثَّانويَّةِ وفي دار المعلمين بدمشق حَتَّى افتتحت كُلِّيَّةُ الآداب والمعهد العالي للمعلمين في جامعة دمشق سنة 1946م فَسُمِّيَ فيها أستاذاً، وكلف بإدارة المعهدِ العالي للمعلمين حَتَّى عام 1949م إذ سُمِّيَ أستاذاً في كُلِّيَّة الآداب، وتَرَأسَ قِسْمَ الدِّراسات الفلسفيَّةِ والاجتماعيَّةِ منذ ذلك الحين وحَتَّى إحالته إلى التَّقاعد بعد التَّمديد عام 1990م.
رأس إلى جانب عمله الجامعي لجنة التَّربية والتَّعليم في وزارة التَّربية بدمشق حتى 26/ 12 / 1955م. أصبح وكيلاً لكُلِّيَّةِ الآدابِ خلالَ سنتين ثُمَّ عميداً لهذه الكُلِّيَّةِ منذ عام 1965م حَتَّى عام 1973م. شارك في مؤتمرات ودورات علميَّة عديدة منها: اليونسكو (بيروت ـ1949م) وباريس (1951م) ولدراسةِ فلسفةٍ تربويَّةٍ متجدِّدَةٍ لعالـمٍ عربيٍّ متجدِّدٍ (الجامعة الأمريكيَّة / بيروت ـ 1956م) وللمستشرقين (ميونخ ـ 1957م) وللفلسفة (كراتشي ـ1961م) ولتطوير التَّعليم العالي والجامعي (دمشق ـ 1971م) وللعلوم الاجتماعيَّة (الجزائر ـ 1971م وغيرها من الحلقات الدراسيَّة الفلسفيَّة والاجتماعيَّة. أسهم في أعمال اللجنة الثَّقافيَّة لجامعةِ الدُّول العربيَّة وهو عضو في المجلس الأعلى لرعاية الفنون والآداب والعلوم الاجتماعيَّة، ومقرِّرُ لجنة التَّرجمة والتَّبادلِ الثَّقافيِّ عن القطرِ العربيِّ السُّوريِّ.
عضو مجمع اللغة العربيَّة بدمشق. حاضرَ ودَرَّسَ في الجامعاتِ الأردنيَّةِ واللبنانيَّةِ والجزائريَّة وفي جامعة هلسنكي بوصفه أستاذاً زائراً، كما حاضر في جامعتي الكويت واليرموك.
نقلا عن بحث للدكتور عزت السيد أحمد بعنوان عادل العوزا فيلسوف أخلاقي ـ نشر في مجلة الثقافة عام 1992م.
توفي بدمشق يوم السبت 24 شوال 1423 هـ الموافق 28 ديسمبر 2002 م.

## مكانته وأهميته
يقول الدكتور عزت السيد أحمد: الدكتور عادل العوا من الرَّعيل الأوَّل الذي وضعَ حَجَرَ أساسِ الدِّراساتِ الأدبيَّةِ والفلسفيَّةِ في الجامعة السُّوريَّة، تخرَّجت على يديه أجيالٌ جدُّ كثيرةٍ من الـمثقَّفينَ العرب عموماً والسُّوريين خصوصاً، ومن هذه الأجيال كثيٌر جدًّا من الـمفكِّرين والباحثين الكبار الذين يشغلونَ مكاناَ أساسيًّا من السَّاحَةِ الفكريِّةِ العربيَّةِ المعاصرة، ومن هذه الأجيال أيضاً كان الأساتذة الجامعيُّون من أكثر من جيلٍ، ولذلكَ لا يمكنُ لأحدٍ أن يتنكَّرَ لمكانَتِهِ العَلِيَّة السَّامية، ولأهمِّيَّة الدَّورِ الذي لعبه الدُّكتور عادل العوا وزملاؤه من أبناء جيله في بناء أجيال المفكِّرينَ والباحثينَ المتتالية؛ الَّتي تشغلُ كاملَ السَّاحة الفكريَّةِ العربيَّةِ الرَّاهنة.
لكن أهمِّيَّةَ الدُّكتور عادل العوا على هذا الصَّعيدِ تكمنُ في إدراكه وإصراره على أهمِّيَّةِ الاتِّصالِ والحوارِ في نَقلِ المعارف، لأنَّ الْحِوَارَ وحده الكفيلُ بترسيخ المعرفة وتقويمها وقيادتها الوجْهَةَ الأكثرَ صَواباً، وبالحوار يُعْرَفُ الغَثُّ من الثَّمين، وبالحوارِ تُثَارُ المواهِبُ وتَنْشَطُ القرائحُ. ولإيمانه بهذه الحقيقة فَقَدْ أفردَ لَها فصلاً طويلاً في كتابه مقدمات الفلسفة، مبيِّناً فيه أسلوبَ التَّفكير وأسلوبَ التَّعلُّم والتَّعليم. على أنَّ مكانَتةَ وأهمِّيَّتَهُ لا تنبعان من هذا الجانب وحده، فلا أَحَدَ يماري البتَّةَ في مكانة الدُّكتور عادل العوا العلميَّةِ على صعيد الوطن العربيِّ لوافرِ ما قَدَّمَهُ للفكر العربيِّ وأهمِّيَّتِهِ، ولاسيَّما على صعيد الفلسفة الأخلاقيَّة تأليفاً وتعريباً، فَقَدْ زيَّن بمآثره الفلسفةَ الأخلاقيَّةَ، ومَلَكَ بِنَقِيِّ ذِهْنِهِ جواهرها السَّنيَّةِ، حَتَّى غدا مرجعاً يصعبُ الاستغناء عنه لأيِّ باحثٍ في الفكرِ الأخلاقيِّ والقيميِّ، فَلَقَد رَفَدَ المكتَبَةَ العربيَّةَ، منذ أوائل الخمسينات وحَتَّى الآن، بأكثر من سبعين كتاباً تناولت أكثرَ من صعيدٍ فكريٍّ، ونستطيع القولَ إلى حدٍّ بعيد إنَّها شَمَلَتْ مباحثَ الفلسفة الأخلاقيَّة والقيميَّة بمختلف جوانبها وتباين أبعادها، ولا أظنُّ أنَّ باحثاً واحداً، على الأقلِّ، قدَّم ما قدَّمه الدُّكتور عادل العوا على هذا الصَّعيد تأليفاً وتعريباً، ولذلك غَدَا تراثه الفكريُّ الكبير هذا موئلاً ثرًّا يمتحُ الباحثون من معينه، ومرجعاً لا يمكنُ التَّنكُّر لعظيم أهمِّيَّتِهِ، كما لا يمكن الاستغناء عنه.
نقلا عن بحث للدكتور عزت السيد أحمد بعنوان عادل العوزا فيلسوف أخلاقي ـ نشر في مجلة الثقافة عام 1992م

## مؤلفاته
وضع عادل العوا أكثر من مئة كتاب ما بين تأليف وترجمة، هذا فيما خلا المحاضرات والمقالات الكثيرة المنشورة في المجلات والموسوعات والنَّدوات؛ مثل الموسوعة الفلسفيَّة، ومحاضرات وزارة الثَّقافة، ومجلَّة الثَّقافة وغيرها من المجلات. أما المؤلفات فقد بلغت 33 كتابا وهي:
1. الفكر الانتقادي لجماعة إخوان الصفا (بالفرنسية) ـ المطبعة الكاثوليكية ـ بيروت ـ 1948م.
2. منتخبات إسماعيلية تنشر لأول مرة ـ تحقيق ومقدمة ـ جامعة دمشق ـ 1958م.
3. المذاهب الأخلاقية (جزءان) ـ جامعة دمشق ـ 1958م /1959م.
4. القيمة الأخلاقية ـ جامعة دمشق ـ1960م.
5. الوجدان ـ جامعة دمشق ـ1961م.
6. التجربة الأخلاقية (جزءان) ـ جامعة دمشق ـ1962م.
7. معالم الكرامة في الفكر العربي ـ مطبعة الأمل ـ دمشق ـ 1969م.
8. من الشرف إلى الكرامة ـ مطبعة الأمل ـ دمشق ـ 1973م.
9. الأخلاق ـ جامعة دمشق ـ1975م.
10. الإنسان ذلك المعلوم ـ عويدات ـ بيروت/باريس ـ1977م.
11. علم الأديان وبنية الفكر الإسلامي (بالاشتراك) ـ عويدات ـ بيروت /باريس ـ 1977م.
12. أسس الأخلاق الاقتصادية ـ جامعة دمشق ـ1981م.
13. المدخل إلى الفلسفة (بالاشتراك) ـ جامعة دمشق ـ1982م.
14. دراسات أخلاقية ـ جامعة دمشق ـ1983م.
15. العمدة في فلسفة القيم ـ دار طلاس ـ دمشق ـ1986م.
16. المعتزلة والفكر الحر ـ دار الأهالي ـ دمشق ـ 1987م.
17. المذاهب الفلسفية ـ جامعة دمشق ـ1987م.
18. مقدمات الفلسفة ـ جامعة دمشق ـ1987م.
19. بحوث أخلاقية ـ جامعة دمشق ـ 1988م.
20. الفلسفة الأخلاقية ـ جامعة دمشق ـ 1988م.
21. الأخلاق والحضارة ـ جامعة دمشق ـ1989م.
22. أخلاق التهكم ـ دار الحصاد ـ دمشق ـ1989م.
23. مذاهب السعادة ـ دار الفاضل ـ دمشق ـ 1991م.
24. تحديث الأسرة والزواج ـ دار الفاضل ـ 1991م.
25. المزاج الحضاري في الفكر العربي ـ دار شمأل ـ دمشق ـ1992م.
26. دروب الهموم والخلاص عربياً وعالمياً ـ دار طلاس ـ دمشق ـ 1993م.
27. حقيقة إخوان الصفاء ـ دار الأهالي ـ دمشق ـ 1993م.
28. لقاء القيم في الفكر العربي ـ دار الحكمة ـ دمشق ـ 1993م.
29. أخلاقنا الاقتصادية ـ دار الحصاد ـ دمشق ـ 1994م.
30. مواكب التهكم ـ دار الفاضل ـ دمشق ـ 1994م.
31. العلوم الإنسانية وإشكالية التاريخ ـ دار طلاس ـ دمشق ـ 1995م.
32. آفاق الحضارة ـ وزارة الثقافة ـ دمشق ـ 2001م.
33. الفضائل العربيَّة ـ دار الفاضل ـ دمشق ـ 2002م.

نقلا عن الدكتور عزت السيد أحمد: عادل العوا فيلسوف أخلاقي معاصر ـ مجلة الثقافة ـ 1992م.

## مترجماته
ترجم الدكتور عادل العوا عن الفرنسية نحو ستين كتاباً، فترجم لإتين جلسون: مدرسة الآلهات. وإدوار مورو سير: الفكر الفرنسي المعاصر. ولألبير بايه: أخلاق الإنجيل؛ دراسة سوسيولوجية. ولبايه الثورات العقلانية. ولأندره لالاند: العقل والمعايير. ولبول سيزاري: القيمة. ولبيار منار: كيركغارد. ولبيير بورديو: العقلانية العملية؛ حول الأسباب العملية ونظرياتها. ولجاستون باشلار: الفكر العلـمي الجديد. ولجان كزنوف: السعادة والحضارة وكذلك: دعائم علم الاجتماع. ولجان ماري أوزياس: الفلسفة والتقنيات. وللمستشرق جب: بنية الفكر الديني في الإسلام. ولجورج باستيد: المدنية؛ سرابها ويقينها. ولروبرت بلانشه: المعقولية والعلـم الحديث. ولروجيه جارودي: حوار الحضارات. ولروجيه ميل: المواقف الأخلاقية. ولروز ماري باستيد: الحرية. ولريمون بولان: الأخلاق والسياسة. ولريمون بولان أيضاً: الحرية في عصرنا. ولريمون رويه: السيبرنتيك وأصل الإعلام. ولرويه: الممارسة الايديولوجية. ولرويه أيضاً: عالم القيم. ولرويه أيضاً: فلسفة القيم. ولرويه: نقد الايديولوجيات المعاصرة. ولرويه أيضاً: نقد المجتمع المعاصر. ولرينيه بواريل: الاختراع. ولسيجموند فرويد: عسر الحضارة. ولشارل لالو: الفن والأخلاق. ولشارل لالو أيضاً: الفن والحياة الاجتماعية. لشواوي وزملاؤها: معنى المدنية. ولغي تولييه وجان تولار: صناعة المؤرخ. ولفرانسوا سليه: الأخلاق والحياة الاقتصادية. ولكارل يسبرز: عظمة الفلسفة وليسبرز أيضاً: فلاسفة إنسانيون. وليسبرز كذلك: نهج الفلسفة. ولكازا مايور: العدالة للجميع؛ دراسة اجتماعية للعدالة الاجتماعيَّة. وللويس دللو: الثقافة الفردية وثقافة الجمهور. ولليون مينار: الانتحار والأخلاق. ولمجموعة من المؤلفين: الاتجاهات الرئيسية للبحث في العلوم الاجتماعية (بالاشتراك). ولمحمد آركون: الفكر العربي. ولنخبة من الأساتذة: أضواء عربية على أوروبا في القرون الوسطى. ولهنري آرفون: جـورج لوكاتش. ولآرفون أيضاً: فلسفة العمل. ولهنري سيمون: الفكر والتاريخ. وليوسف كومبيز: القيمة والحرية.
نقلا عن الدكتور عزت السيد أحمد: عادل العوا فيلسوف أخلاقي معاصر ـ مجلة الثقافة ـ 1992م.

## فلسفته
يقول الدكتور عزت السيد أحمد: صحيحٌ أنَّه لم يُقِمْ مذهباً كاملاً بما تحمله هذه الكلمة من دلالةٍ ومعنى، إلا أنَّنا لا نستطيعُ أن ننكرَ الجهودَ الَّتي بَذَلَهَا لإقامةِ علـمٍ مستقلٍّ للأخلاقِ، كاملٍ متكاملٍ، فهل نجح في ذلك أم لا؟ والحقُّ أنَّ الإجابة عن هذا السُّؤال تستحقُّ دراسةً تُخَصُّ لهذا الغَرَضِ لأنَّ الإجابةَ، أيًّا كانت، لا بدَّ أن تكون مدعَّمةً بكامل ما قدَّمه لنا الأستاذ العوا، وهذا جَهْدٌ ليسَ باليسير إنجازه، ولن تكفيه صفحاتٌ قليلة البتَّةَ، ولذلك سنقفُ عند بعضِ النِّقاطِ الَّتي نراها أساسيَّة ومهمة على هذا الطَّريق، آملين أن تتاح لنا العودة إلى هذا التُّراثِ الغنيِّ الكبير، كمًّا وكيفاً، الذي قدَّمَهُ الأستاذ العوا للإجابة عن هذا السُّؤال بمزيدٍ من التَّفصيل.
أولاً: إنَّ أوَّلَ ما تجدرُ الإشارةُ إليه في مؤلَّفات الأستاذ عادل العوا هو تلك الرُّوحُ الموضوعيَّةُ الحقيقيَّة التي تبدو جليَّةً في كتاباته، والأمانة في نقلِ أفكارِ المدارسِ والاتِّجاهاتِ الفلسفيَّة المختلفة وآراء أصحابها، من دونما تعصُّبٍ لرأيٍ أو اتِّجاهٍ، وهذه صفةٌ قَلَّ أن نجدها لدى كثيرٍ من الباحثين الذين يجنحونُ بدوافعَ شعوريَّة أو لاشعوريَّة إلى قراءة أفكار الآخرين بما يتَّفِقُ وميولهم وأهواءهم، وقَلَّ ونَدَرَ ما تكونُ مثلُ هذه القراءة صَحيحةً، وبِقَدْرِ تَعَصُّبِ الباحِثِ لاتِّجاهه الفلسفيِّ يكون فهمه للآخرين أبعد عن الحقِّ والصَّواب.
ثانياً: لم يعنُ الأستاذ العوا بمختلفِ قضايا الفكرِ تأليفاً، وفي معظم ترجماته ـ وإن كانت تشغل حَيِّزاً واسعاً من ثقافته ـ لأنَّه صَرَفَ كامل جهده وعنايته للمسألة الأخلاقيَّةِ، وكلِّ ما يتَّصلُ بها أو ينشعبُ عنها، آملاً في إرساءِ دعائم فلسفةٍ أخلاقيَّةٍ كاملةٍ متكاملةٍ، أو في إقامةِ علـم أخلاقيٍّ مستقلٍّ، ولكنْ غير منفصلٍ عن الفلسفة، إذ يرى أستاذنا أنَّ الأخلاق من المباحث الفلسفيَّةِ الأصيلة، ومهما تطوَّرت وتعاظمت فإنَّها ستظلُّ في حضن الفلسفة الرَّؤومِ، ولذلكَ فهو ينتقدُ أولئك الذين يدعون إلى إقامة علـم للأخلاق مستقلٍّ عن الفلسفة على غرار علم النَّفسِ وعلم الاجتماع... مثل ليفي بريل الذي دعا إلى تأسيس علـمٍ جديدٍ هو علـم العادات الأخلاقيَّة. إنَّ ما يريده أستاذنا ليس علماً مستقلاً للأخلاق على غرار العلوم التي نالت استقلالها عن الفلسفة، وإنَّما علماً، أو لنقل نَظَرِيَّةً متكاملة للأخلاق، تتناولها جملةً وتفصيلاً، بكلِّ صلاتها وتفرُّعاتها وأساليب تناولها ومعالجتها.
ثالثاً: إنَّ ما قَدَّمَهُ الأستاذ العوا على هذا الصَّعيد جَهدٌ يستحقُّ عليه جزيلَ الشُّكر، ولاسِيَّما أنَّ أحداً في الوطن العربيِّ على الأقلِّ، لم يُقَدِّمْ مثله أو أقلَّ منه قليلاً، ومن تقليب صفحات هذه المؤلَّفات نستطيع القول بصورة أوليَّةٍ إنَّهُ قدَّمَ لنا نظريَّةً كاملة في الأخلاق، عالجت مختلف المعاني الأخلاقيَّة ومتباينات النَّشاط الأخلاقي، مُسْبِغاً عليها من روحه وفكره لبوساً مؤنقاً ومؤتلقاً، غير مكتفٍ بعرضِ آراء الفلاسفة وأفكارهم على اختلاف انتماءاتهم الزَّمنيَّة والمكانيَّة والفكريَّة.
رابعاً: لقد حاول أستاذنُا من خلال ما قَدَّمَهُ أن يقاربَ بين النَّظرِ والعمل، ويمحو الفارق الزَّائف المصطنع بينها، وليزيلَ بالتَّالي التَّقاطبَ الماثلَ بين الأخلاقِ النَّظريَّةِ والأخلاقِ العمليَّةِ، لأنَّ الأخلاقَ هي السُّلوك أو الفاعليَّة الواقعيَّة للأفراد، والفلسفة الأخلاقيَّة تهدفُ إلى دراسة هذا السُّلوكِ أو الفاعليَّة البَشَرِيَّةِ كشفاً عن العلل والمبادئ، ولذلك نستطيع أن نُسَمِّي النَّظريَّة الأخلاقيَّة الَّتي قَدَّمَها الأستاذُ العوا بنظريَّة التَّجربة الأخلاقيَّةِ، أو الأخلاق المشخَّصة كما يحلو له أن يسمِّيها في كتابه القيمة الأخلاقية، هذه النَّظريَّة الَّتي تشرئبُّ إلى تنظيم التَّجربةِ البشريَّة تنظيماً متآلفاً ومنسجماً مع غائيَّة شاملة.
ولذلك انتقدَ أستاذُنا الآراءَ الَّتي تُعَمِّقُ الشَّرخَ بين الأخلاقِ النَّظريَّةِ والأخلاقِ العمليَّةِ، وتُعَمِّقُ الهوَّةَ بين الأخلاق والواقعِ المعاشِ للإنسان، فيقول مثلاً: «رَامَت المذاهبُ الأخلاقيَّةُ المدرسيَّةُ الكبرى، مثل مذاهب أفلاطون وأرسطو وكانت، أنْ تُمَثِّلَ الأخلاقَ السَّرمديَّةَ الخالدة، أكثر من تمثيلها أخلاقَ زمانٍ مُعَيَّنٍ، أو بيئةٍ معيَّنَةٍ. وإن هذا التَّطلُّع إلى الكُلِّيَّةِ لَيَتَجَلَّى على أكمل وجهٍ في صيغِ الأمرِ القطعيِّ لدى كانت. فيظهرُ الإنسانُ في هذا المذهبِ وقد سُلِخَ عن الظُّرُوفِ والملابسات، وانْتُزِعَ من الوَسَطِ والزَّمانِ، حَتَّى باتَ بمنـزلة ضَرْبٍ من التَّجريدِ المختزلِ يُمَكِّنُهُ من الخضوعِ بيسرٍ إلى قاسمٍ مشترك ».
نقلا عن بحث للدكتور عزت السيد أحمد بعنوان عادل العوا فيلسوف أخلاقي ـ نشر في مجلة الثقافة عام 1992م

## كتابات عنه
- أسماء منصور محمد خليل: الأخلاق  الشخصانية في فكر عادل العوا ـ جامعة قناة السويس. 2021م.
- الدكتور عزت السيد أحمد: عادل العوا فيلسوف أخلاقي ـ مجلة الثقافة ـ دمشق ـ 1992م
- الدكتور عزت السيد أحمد: هؤلاء أساتذتي ـ دار الثقافة ـ دمشق ـ 1994م.
- الدكتور عزت السيد أحمد: قراءات في فكر عادل العوا ـ دار الفكر الفلسفي ـ دمشق ـ 1998م.
- الدكتور عزت السيد أحمد: عادل العوا؛ أخلاقه وفلسفته الأخلاقية ـ دار أنهار ـ 2017م.
- الدكتور محمود محمد علي: عادل العوا برجسون سوريا ـ القاهرة ـ 2022م.